# Mistrzostwa Finlandii w Skokach Narciarskich 2014
Mistrzostwa Finlandii w Skokach Narciarskich 2014 – zawody o tytuł mistrza Finlandii w skokach narciarskich, odbyły się 29 marca 2014 roku w Rovaniemi. Zawodnicy rywalizowali na skoczni normalnej.
29 marca 2014 roku rozegrano konkurs indywidualny. Wygrał Sami Niemi przed Lauri Asikainenem i Anssi Koivurantą. Z powodu złych warunków atmosferycznych odbyła się tylko jedna seria konkursowa. Konkurs przeprowadzono na skoczni HS 100 w Rovaniemi.
30 marca 2014 roku miał odbyć się konkurs indywidualny na skoczni dużej Rukatunturi HS 142 w Ruce. Konkurs został jednak odwołany ze względu na silny wiatr.

## Konkurs indywidualny mężczyzn
Sklasyfikowano 34 zawodników. Oto pierwsza dziesiątka.
| Miejsce | Zawodnik          | Nota  |
| ------- | ----------------- | ----- |
| 1.      | Sami Niemi        | 136,6 |
| 2.      | Lauri Asikainen   | 135,1 |
| 3.      | Anssi Koivuranta  | 125,1 |
| 4.      | Sebastian Klinga  | 124,1 |
| 5.      | Miika Ylipulli    | 123,1 |
| 6.      | Sami Heiskanen    | 121,1 |
| 7.      | Juho Ojala        | 120,6 |
| 8.      | Ossi-Pekka Valta  | 118,6 |
| 9.      | Ville Larinto     | 117,1 |
| 10.     | Eetu Vähäsöyrinki | 116,5 |